# Styv filtlav
Styv filtlav (Peltigera neckeri) är en lavart som beskrevs av Hepp och Johannes Müller Argoviensis. Styv filtlav ingår i släktet Peltigera, och familjen Peltigeraceae. Arten är reproducerande i Sverige.